# Rak platana

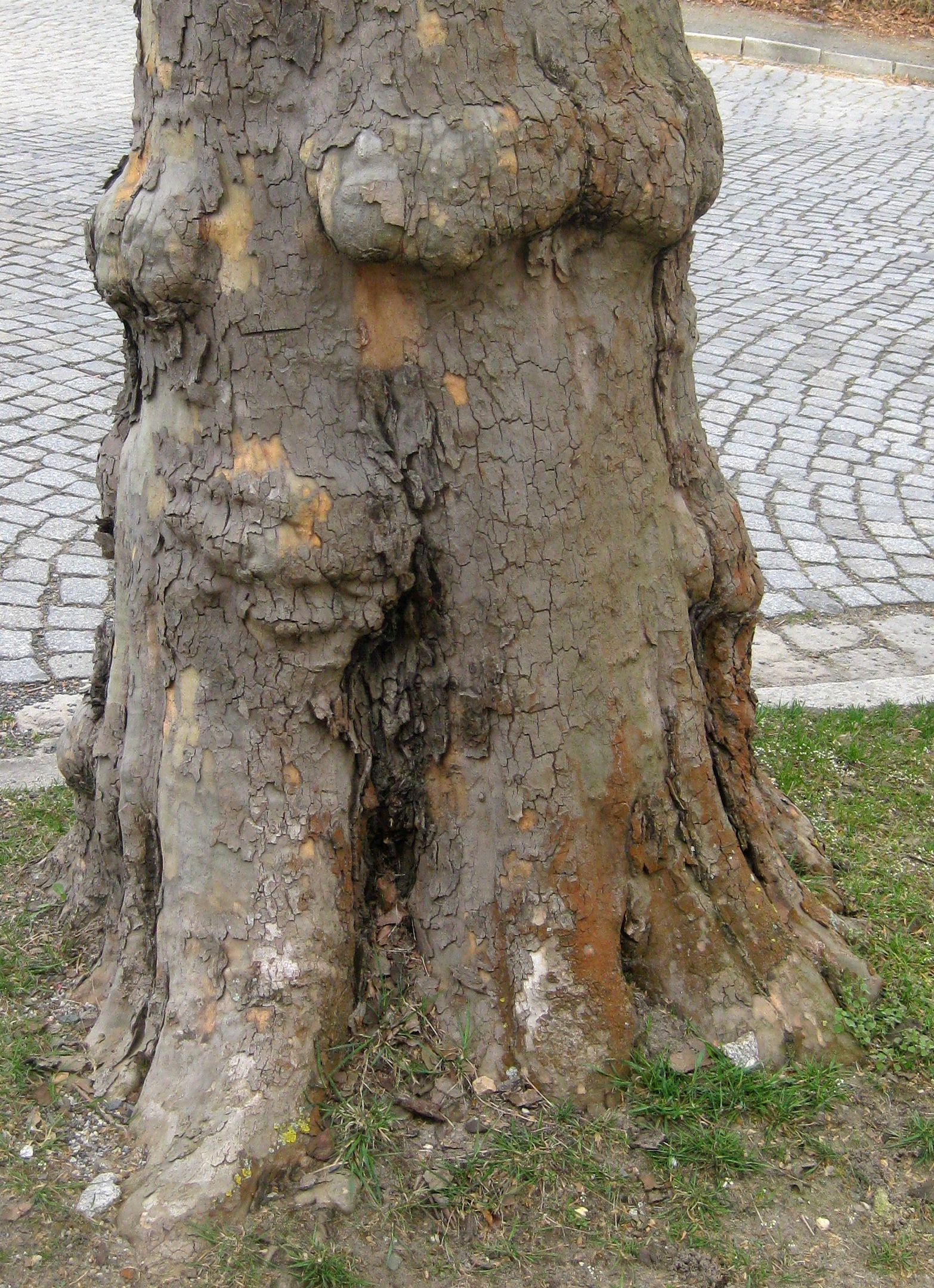
Pień platana z objawami raka platana

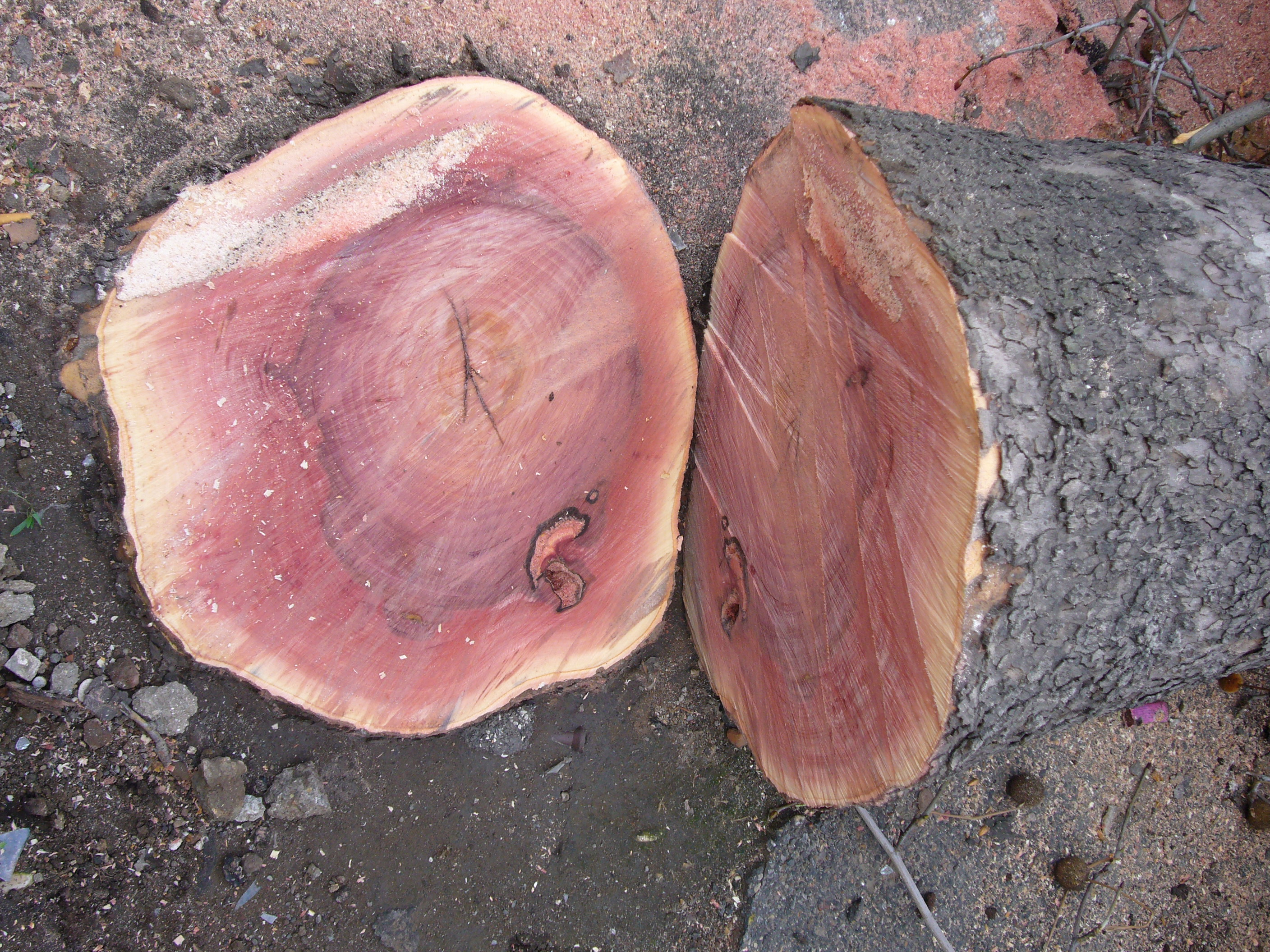
Przebarwienia drewna

Rak platana (ang. canker stain of plane, canker of sycamore) – wywołana przez Ceratocystis platani grzybowa choroba drzew należących do rodzaju platan.

## Występowanie i zagrożenie
Grzyb Ceratocystis platani pochodzi ze Stanów Zjednoczonych. W Europie Południowej pojawił się po raz pierwszy pod koniec II wojny światowej, prawdopodobnie zawleczony tu na skrzyniach z zainfekowanego drewna, w których przywożono transporty dla żołnierzy amerykańskich. Obecnie występuje w Albanii, Francji, Grecji, Szwajcarii, Turcji, we Włoszech i nadal rozprzestrzenia się, a liczba porażonych drzew rośnie. Jego żywicielami są platany (Platanus sp.), a zwłaszcza platan klonolistny (Platanus acerifolia), platan zachodni (P. occidentalis) i platan wschodni (P. orientalis).
W Polsce jedynym występującym gatunkiem platana jest platan klonolistny, który sadzony jest w parkach, arboretach, wzdłuż ulic itp. Jest jedynym gatunkiem platana zdolnym do przezimowania w Polsce. Do nowych nasadzeń zazwyczaj importuje się 12–15 letnie rośliny importowane z południowej Europy. Istnieje ryzyko zawleczenia z nimi patogenu C. platani. Może on przetrwać przez wiele lat w niskich temperaturach (do –17 °C).
Ceratocystis platani jest organizmem kwarantannowym podlegającym obowiązkowemu zwalczaniu.

## Drogi infekcji
Grzyb rozprzestrzenia się poprzez zainfekowane sadzonki. Wytwarza odporne, długowieczne zarodniki przenoszące chorobę. Mogą one przetrwać w glebie i na nie wysterylizowanych narzędziach do przycinania i cięcia. Do zakażenia często dochodzi poprzez zarodniki dostające się do świeżych ran na zdrowych platanach, takich jak te spowodowane wiatrem, ptakami, owadami i narzędziami do pielęgnacji drzew, takimi jak piły i noże. Zanieczyszczone rękawice, liny, ubrania i buty dla chirurgów drzew i pracowników leśnych również mogą rozprzestrzeniać grzyb.
Choroba może być również przenoszona przez kontakty korzeni między sąsiednimi drzewami oraz przez wodę. Uważa się, że ta ostatnia ścieżka jest głównym sposobem zakażenia słynnej alei platanów nad Kanałem Południowym (Canal de Midi) we Francji. Od 2006 roku wycięto tu z powodu raka platana około 13 850 drzew, a w 2015 r. kolejnych 2200 drzew.

## Objawy choroby
Infekcja C. platani powoduje wyraźne zabarwienie drewna. W bieli może rozciągać się wzdłużnie (powyżej i poniżej) w tempie 50–100 cm rocznie. Może dotrzeć do twardzieli wzdłuż promieni rdzeniowych. Skutkuje to silnym więdnięciem i żółknięciem liści (chloroza). Na pniu drzewa pojawiają się zapadnięte, wydłużone lub soczewkowate zrakowacenia, które z czasem mogą stać się szorstkie i czarne. Następuje także przerzedzanie się koron drzew, nekrotyczne przebarwienia kory i warstwy podkorowej oraz pękanie kory. Zarażone drzewa obumierają w czasie 2–7 lat.